# اندیس آمل گو
آمل گو یک اندیس فلزی است که در حوالی شهر کدکن استان خراسان قرار دارد و مادهٔ معدنی موجود در آن، کرومیت است.